# Từ điển lịch sử Thụy Sĩ

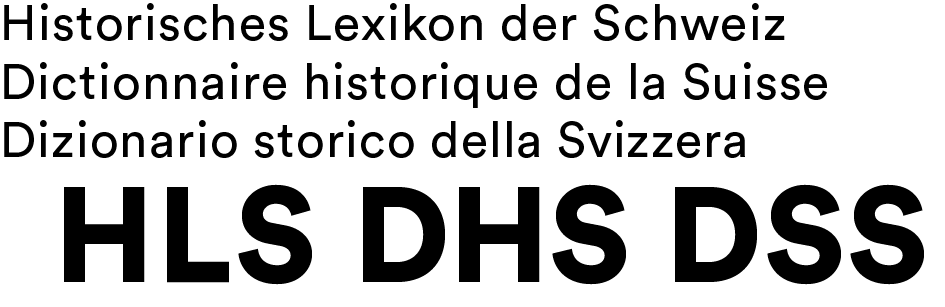

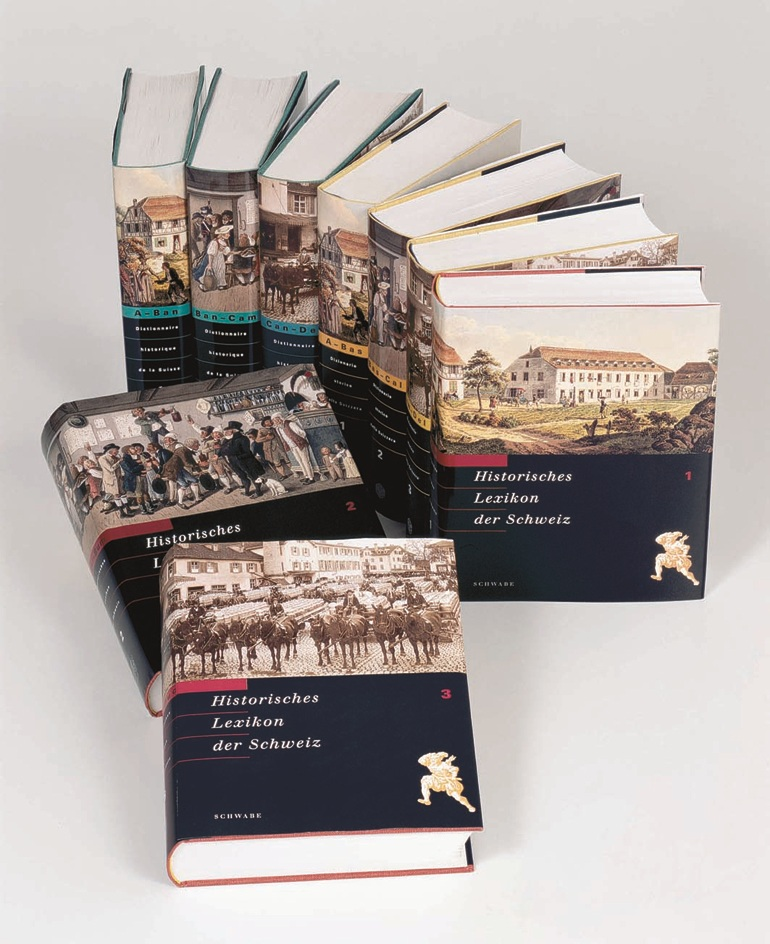
Ba ấn bản in đầu tiên, bằng tiếng Đức, tiếng Pháp và tiếng Ý.

Từ điển lịch sử Thụy Sĩ là một bách khoa toàn thư về lịch sử của Thụy Sĩ, nhằm mục đích trình bày các kết quả nghiên cứu lịch sử hiện đại theo cách có thể tiếp cận được đối tượng rộng hơn.
Bách khoa toàn thư này được xuất bản bởi một tổ chức dưới sự bảo trợ của Học viện Xã hội và Nhân văn Thụy Sĩ (SAGW/ASSH) và Hiệp hội Lịch sử Thụy Sĩ (SGG-SHH); và được tài trợ bởi các khoản tài trợ nghiên cứu quốc gia. Bên cạnh số nhân viên là 35 người làm việc tại các văn phòng trung tâm, bộ bách khoa toàn thư này còn có sự đóng góp của 100 cố vấn học thuật, 2500 nhà sử học và 100 dịch giả.

## Bản in
Bộ bách khoa toàn thư này được biên tập đồng thời bằng ba ngôn ngữ quốc gia của Thụy Sĩ: tiếng Đức (Historische Lexikon der Schweiz, HLS), tiếng Pháp (Dictionnaire Historique de la Suisse, DHS) và tiếng Ý  (Dizionario Storico della Svizzera, DSS). Tập đầu tiên của 13 cuốn bách khoa đã được xuất bản vào năm 2002, và tập mới nhất được xuất bản vào năm 2014.
36.000 đầu mục được nhóm lại trong: 
1. Tiểu sử (35%)
2. Bài viết về các gia đình và phả hệ (10%)
3. Bài viết về địa điểm (thành phố, bang, các quốc gia khác, pháo đài, lãnh vực, tu viện, khu khảo cổ) (30%)
4. Bài viết về chủ đề (hiện tượng lịch sử và thuật ngữ, thể chế, sự kiện) (25%)

## Phiên bản trực tuyến

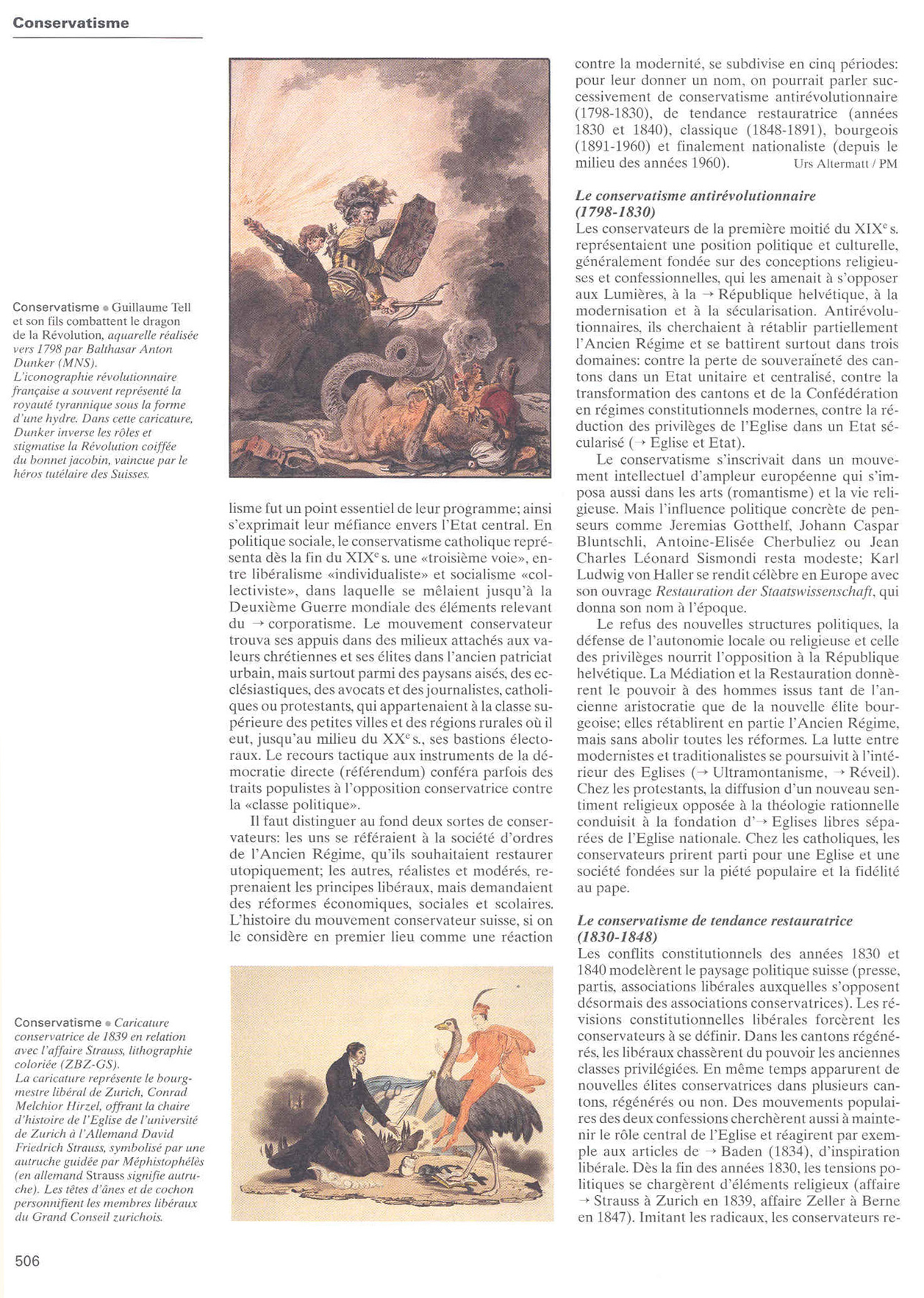
Ví dụ một trang (phiên bản tiếng Pháp, tập 3, trang 506)

Các phiên bản trực tuyến đã được phát hành từ năm 1998. Mọi người có thể truy cập miễn phí, các bài viết có chất lượng tương tự như phiên bản in, nhưng không có minh họa. Nó cũng liệt kê tất cả 36.000 chủ đề được xuất bản trong bản sách in.

## Lexicon Istoric Retic
Lexicon Istoric Retic (LIR) là một trong hai phiên bản chọn lọc một số bài viết và được xuất bản bằng tiếng Romansh. Nó cũng bao gồm những mục từ không có trong các phiên bản ngôn ngữ khác. Tập đầu tiên đã được xuất bản vào năm 2010, tập hai vào năm 2012. Một phiên bản trực tuyến cũng sẵn có.

## Danh mục các bộ sách Từ điển lịch sử Thụy Sĩ
- Historisches Lexikon der Schweiz (HLS), Schwabe AG, Basel, ISBN 3-7965-1900-8 (2002–) (tiếng Đức)
- Dictionnaire historique de la Suisse (DHS), Editions Gilles Attinger, Hauterive, ISBN 2-88256-133-4 (2002–) (tiếng Pháp)
- Dizionario storico della Svizzera (DSS), Armando Dadò editore, Locarno, ISBN 88-8281-100-X (2002–) (tiếng Ý)
- Lexicon Istoric Retic (LIR), Kommissionsverlag Desertina, Chur, ISBN 978-3-85637-390-0 (vol.1: Abundi à Luzzi), ISBN 978-3-85637-391-7 (vol. 2: Macdonald à Zwingli) (Tiếng Romansh)